# Psy'Aviah
Psy'Aviah is een Belgische danceact onder contract bij het Brusselse platenlabel Alfa Matrix bestaande uit producer Yves Schelpe, grungegitarist Ben Van de Cruys (sinds 2011) en zangeres Marieke Lightband (sinds 2017, en voorheen Emélie Nicolaï tot 2013).

## Geschiedenis
Psy'Aviah won de DEMOPOLL van Studio Brussel in 2003 en waren in 2007 laureaten van de BBC-wedstrijd "Next Big Thing". Juryleden waren onder anderen Tori Amos en Nina De Man.
Na de verschijning van hun album Entertainment Industries in 2008 trad Psy'Aviah op op tal van festivals, zoals BIMFest 2008, Waregem Expo Gothic Festival 2009, VK Concerts (support Subsonica), Hof Ter Lo (support Emilie Autumn), enzovoorts.
In 2009 werd de videoclip van hun single "Moments" (met Suzi Q. Smith) door YouTube geweerd, wat een golf van ongeloof teweegbracht in de pers en onlinecommunity's.
Later volgden de albums Eclectric (2010) en Instrospection ~ Extrospection (2011). In 2012 verscheen ook een ep, getiteld Ok / Virtual Gods, met daarop remixes van M.I.K.E., Nude, Jan Vervloet, en anderen. In januari 2013 verzorgden ze het voorprogramma van Praga Khan in de Ancienne Belgique te Brussel.
Hun muziek kan het best omschreven worden als een cocktail tussen electro-industrial, EBM en electrorock.

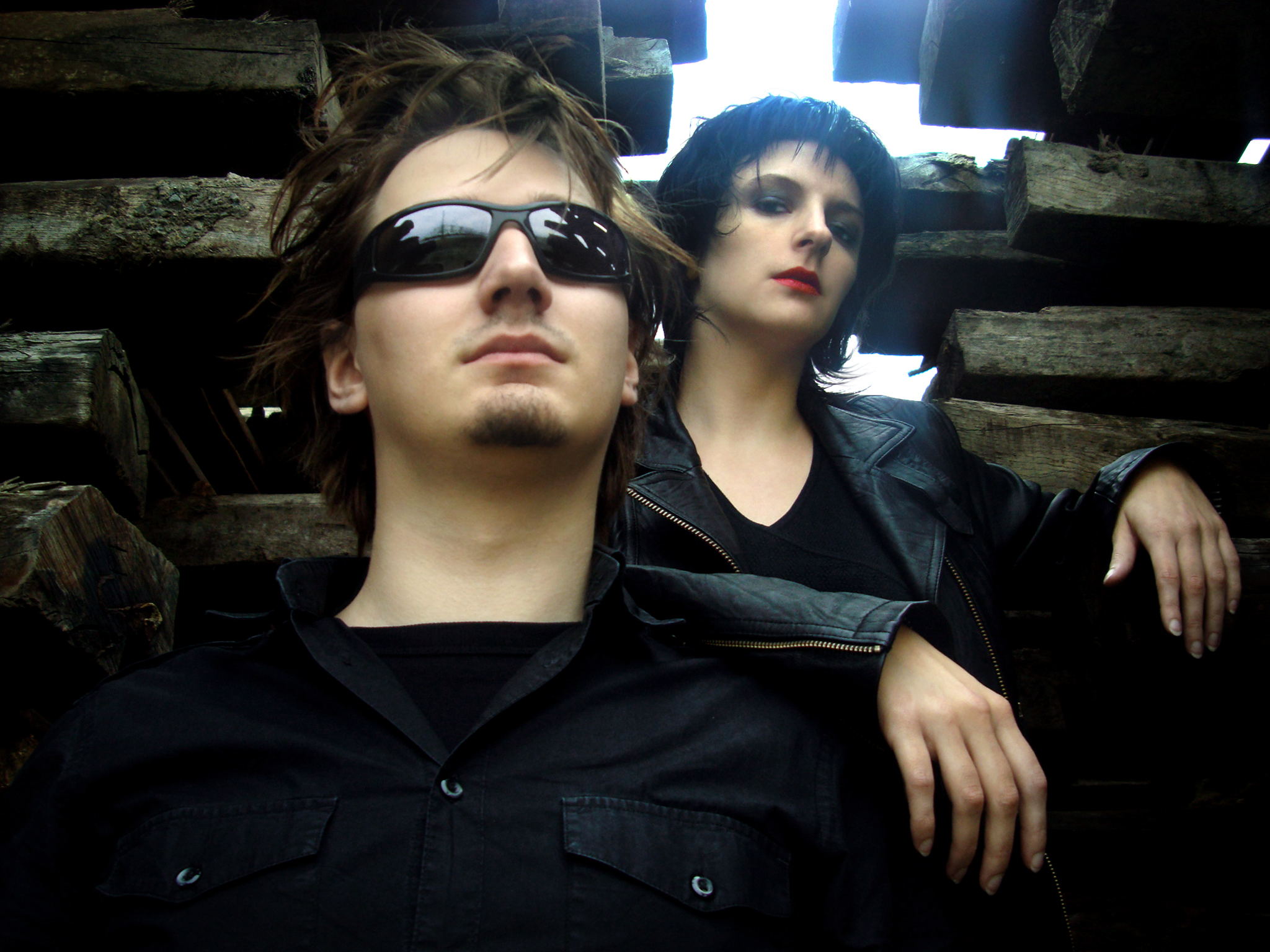
Yves Schelpe en Emélie Nicolaï
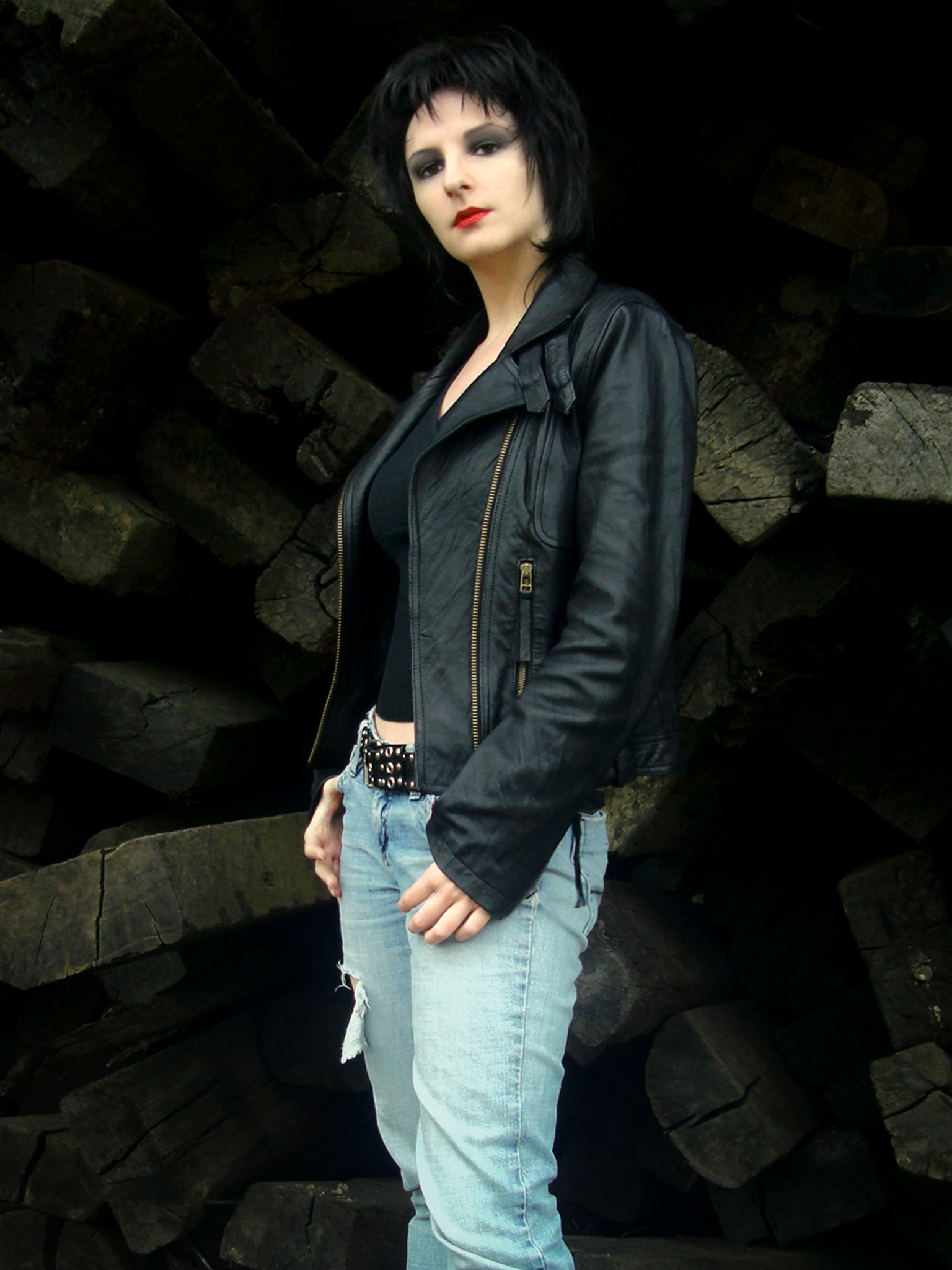
Emélie Nicolaï
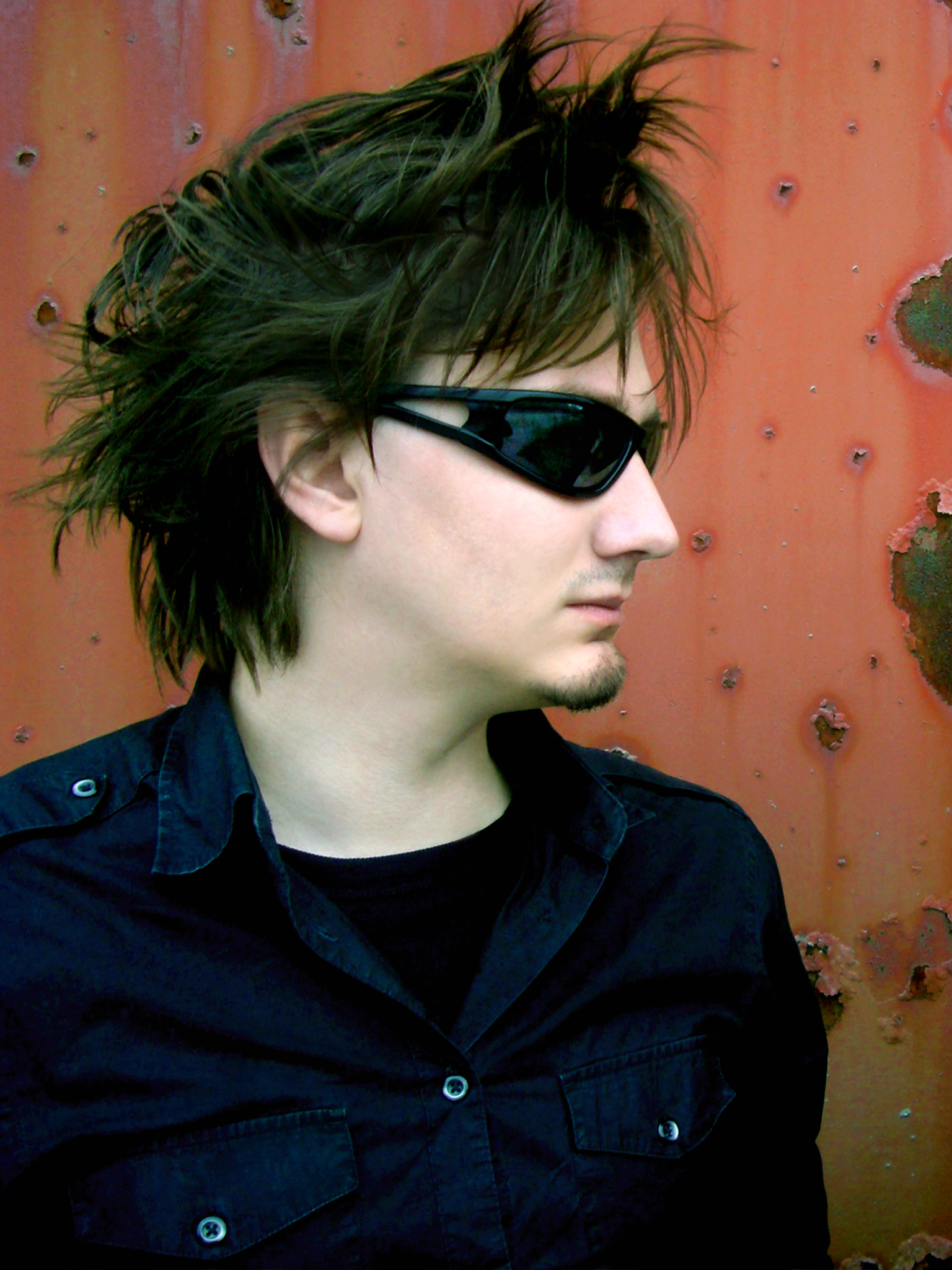
Yves Schelpe

## Discografie

### Albums
- Creationism (eigen beheer / Digital Matrix, 2007)
- Entertainment Industries (Alfa Matrix, 2008)
- Entertainment Industries (Alfa Matrix, 2010)
- Into The Game EP (Alfa Matrix, 2011)

### Compilatiealbums
- Anyone Seen My Rubber Duckie? track The Future Of The Sun (Je M'En Fish, 2003)
- Easy Everyday track A Red Fox (Sint-Lukas Brussels, 2007)
- Fxxk The Mainstream vol.1 track In Silence (Alfa Matrix, 2007)
- 'Till Dawn Do Us Part '07 track Infected (Dead By Dawn, 2007)
- Endzeit Bunkertracks: Act III track Mine (Endzeit Mix) (Alfa Matrix, 2007)
- Cryonica Tanz v.5 track Demons In Mind (Cryonica, 2008)

### Remixes door Psy'Aviah
- Helalyn Flowers: track Voices on A Voluntary Coincidence (Alfa Matrix, 2007)
- Diskonnekted: track When I Come To Fall on Old School Policies (Alfa Matrix, 2008)
- Diffuzion: track No Fear on Body Code (Alfa Matrix, 2008)

### Featurings
- Jean-Luc De Meyer (Front 242) on the track Ophélie, on the album Eclectric (Alfa Matrix, 2010)
- Jennifer Parkin (Ayria) on the track Into The Game, on the album Eclectric (Alfa Matrix, 2010)
- Suzi Q. Smith on the track Moments, on the album Entertainment Industries (Alfa Matrix, 2008)
- Nebula-H on the track Paranoiac-Critical Method on the Nebula-H album rH (Alfa Matrix, 2008)